# Kurt Strom
Kurt Strom (* 16. Juni 1903 in Suhl; † 1985) war ein deutscher Komponist, Kapellmeister und Musikwissenschaftler.

## Leben und Werk
Kurt Strom war Schüler von Julius Weismann und Joseph Haas. Er promovierte 1926 mit der Arbeit „Beiträge zur Entwicklungsgeschichte des Marsches in der Kunstmusik bis Beethoven“ zum Dr. phil.
Kurt Strom wirkte als Programmreferent am Reichssender München. Er schrieb konzertante Orchestermusik und Kammermusik. Darüber hinaus betätige er sich als Musikschriftsteller.